# 니콜라이 포드고르니
니콜라이 빅토로비치 포드고르니(러시아어: Никола́й Ви́кторович Подго́рный, 우크라이나어: Мико́ла Ві́кторович Підго́рний 미콜라 빅토로비치 피드호르니[*], 1903년 2월 18일 ~ 1983년 1월 12일)는 소비에트 연방의 정치가이다.
1957년 ~ 1963년 소비에트 연방 우크라이나 소비에트 사회주의 공화국 공산당 중앙 위원회 제1서기장, 1965년 ~ 1977년 소비에트 최고간부회의의 의장을 지냈다. 1977년 레오니트 브레즈네프가 소비에트 최고 간부 회의 의장이 되었다. 1977년 포드고르니는 정치국에서 의석을 잃었으며, 사실상 정계 생활에서 물러났다.

## 같이 보기
- 레오니트 브레즈네프
- 알렉세이 코시긴
- 안드레이 그로미코